# Gaetano Gandolfi (medico)
Gaetano Gandolfi (Bologna, 12 novembre 1776 – Bologna, 5 gennaio 1819) è stato un anatomista e veterinario italiano.

## Biografia
Si è laureato in medicina e in chirurgia nel 1801. L'anno seguente è stato nominato veterinario pubblico ed è stato tra i fondatori della Società medico-chirurgica di Bologna. Nel 1803 è entrato, come sostituto, nell'ospedale S. Orsola. Qui è cominciata la sua carriera: medico aggiunto nel 1805, direttore di sala nel 1815. In precedenza, nel 1812, durante l'epidemia di tifo petecchiale verificatasi a Loiano, era stato anche coordinatore sanitario.
Parallelamente, ha svolto la carriera universitaria nell'Università di Bologna: nel 1815, a causa della morte di Germano Azzoguidi, che anni prima lo aveva fatto nominare custode del gabinetto notomico, lo ha sostituito alla cattedra di fisiologia e anatomia comparata. L'anno successivo, scorporata la cattedra di fisiologia (assegnata a Michele Medici), e istituita quella di anatomia comparata e veterinaria, è diventato titolare di quest'ultima. Ha arricchito il laboratorio di anatomia comparata d'ateneo, poi creato museo da Giovanni Battista Ercolani.
Ha sostenuto l'importanza dello studio della disciplina veterinaria anche in funzione di ausilio alla medicina. Ha condotto significativi studi di zooiatria e profilassi, in particolare, su suini e bovini, nonché sul miglioramento delle razze equine e loro cura.

## Opere principali
- (con M. Medici), Esperienze sul sangue, in C. Amoretti (a cura di), Opuscoli scelti sulle scienze e sulle arti, t. XXII, Milano, Mainardi, 1803, pp. 331-341
- Sulla epizoozia de' majali che nel 1806 ha regnato nel dipartimento del Reno, su books.google.it, Milano, Tip. Sonzogno, 1807.
- Sulle razze dipartimentali e modo di governare le cavalle ed i puledri, Bologna, Tip. Masi, 1810.
- Descrizione della epizoozia de bovini, e metodo preservativo, e curativo, Tip. Sassi, Bologna 1814.
- Sulla dentizione del sus scrofa di Linneo, in «Opuscoli scientifici», t. I, su books.google.it, Bologna, Tip. Nobili, 1817,  pp. 185-194.
- Cenni di confronto tra le malattie dell'uomo e dei bruti, Ivi, pp. 357-372.
- Su i temperamenti degli animali domestici, in «Opuscoli scientifici», t. II, Bologna, Tip. Nobili, 1818, pp. 328-343 (anche in altra collocazione ed. 1836, pp. 353-377)